# You Don't Fool Me
You Don't Fool Me is een nummer van de Britse rockband Queen van het album Made in Heaven uit 1995. Het nummer is geschreven door zanger Freddie Mercury en drummer Roger Taylor vlak na de opnames voor het album Innuendo. Zoals gebruikelijk sinds het uitbrengen van het album The Miracle is het nummer toegeschreven aan de gehele band. Op 26 februari 1996 werd het nummer op single uitgebracht en bevat verschillende remixes van het nummer.

## 1995 remixes
- "B.S. Project Remix" (Remix door M. Marcolin and Bob Salton)
- "B.S. Project Remix - Edit" (Remix door M. Marcolin and Bob Salton)
- "Dancing Divaz [Instrumental] Club Mix" (Remix door Dancing Divaz)
- "Dancing Divaz Rhythm Mix" (Remix door Dancing Divaz)
- "Dub Dance Single Mix" (Remix door David Richards)
- "Freddy's Club Mix" (Remix door Freddy Bastone)
- "Freddy's Revenge Dub" (Remix door Freddy Bastone)
- "Late Mix" (Remix door David Richards)
- "Queen For A Day Mix" (Remix door Freddy Bastone)
- "Queen Forever Megamix" (Remix door Freddy Bastone)
- "Sexy Club Mix" (Remix door Jam & Spoon)

## NPO Radio 2 Top 2000
| Nummer met noteringen in de NPO Radio 2 Top 2000 | '14  | '15  | '16  | '17  | '18  | '19  | '20  | '21  | '22  | '23  | '24  |
| ------------------------------------------------ | ---- | ---- | ---- | ---- | ---- | ---- | ---- | ---- | ---- | ---- | ---- |
| You Don't Fool Me                                | 1547 | 1564 | 1478 | 1660 | 1243 | 1272 | 1365 | 1388 | 1481 | 1560 | 1577 |

1. ↑  Een vetgedrukt getal geeft de hoogste notering aan.
2. ↑  2014 was het eerste jaar met een notering voor dit nummer.